# X-Men vs. Street Fighter
X-Men vs. Street Fighter (яп. エックスメン VS. ストリートファイター Ekkusu Men bāsasu Sutorīto Faitā) — компьютерная игра-кроссовер в жанре файтинг, разработанная и изданная корпорацией Capcom. Третий по счёту её файтинг с персонажами Marvel Comics и первая часть серии игр Marvel vs. Capcom. Игра включает в себя персонажей из комикса от Marvel под названием «Люди Икс», а также из серии игр Street Fighter. В 1996 году была выпущена на аркадных автоматах, но позже была портирована на Sega Saturn (1997) и PlayStation (1998).
Геймплей X-Men vs. Street Fighter похож на реализованный в Street Fighter, но в отличие от него каждый игрок должен выбрать двух персонажей для участия в битве один на один с целью победить команду противника. Игрокам предоставляется возможность переключаться между своими персонажами в любой момент матча. Игровой процесс также включает в себя многочисленные элементы из X-Men: Children of the Atom и Marvel Super Heroes.
После выпуска на аркадных автоматах игра получила в целом положительные отзывы от критиков, которые хвалили её геймплей и качественную анимацию. Версию на Sega Saturn также хвалили за сохранение всех игровых механик оригинальной версии, однако оценки версии на PlayStation были уже гораздо более прохладными из-за то, что в ней убрали несколько особенностей файтинга. Изменения были сделаны из-за технических ограничений PlayStation. Сиквел игры, — Marvel Super Heroes vs. Street Fighter, вышел в 1997 году.

## Игровой процесс

Магнето атакует М. Байсона, в то время как их товарищи по команде, Джаггернаут и Чунь Ли, жду за кадром. Игроки могут выбрать другого персонажа в любой момент.

Как и другие игры серии Street Fighter, X-Men vs. Street Fighter, это двухмерный файтинг, в котором игрок, управляя различными персонажами, участвует в бою один на один, пытаясь победить противника, истощив его здоровье. Особенностью игры стали командные сражения. Матчи в этой игре состоят из одного раунда вместо трёх. Каждый игрок выбирает двух персонажей в начале матча, каждый из которых имеет свою собственную шкалу жизни. Игрок управляет одним персонажем, в то время как другой ждёт за кадром. Поменять персонажа можно в любой момент боя. Бездействующий персонаж медленно восстанавливает жизненную силу, пока другой сражается. Если один из персонажей теряет всё своё здоровье, он автоматически заменяется на другого. Матч продолжается до тех пор, пока оба персонажа одного из игроков не будут побеждены. По истечении времени победителем объявляется игрок с наибольшим количеством здоровья.
Многие особенности игрового процесса были позаимствованы из прошлых файтингов Capcom, таких как X-Men: Children of the Atom и Marvel Super Heroes, например, «Super Jump» — способность делать более высокие прыжки, и «Aerial Rave» — способность совершать комбо-удары в воздухе. В X-Men vs. Street Fighter также присутствует система счётчиков, имеющаяся также в двух вышеупомянутых играх и называющаяся «Счётчик Гипер-Комбо». Он заполняется, когда персонажи совершают определённые движения или получают урон. Игроки могут потратить очки из счётчика на выполнение особых ударов, таких как «Hyper Combo», который наносит большой урон врагу; «Variable Combination», позволяющий использовать «Hyper Combo» обеим героям одновременно, и «Variable Counter», который позволяет атаковать при помощи оборонительного блока.

### Режимы
Все версии игры имеют два режима: «Аркадный» и «Противостояние». В «Аркадном» режиме игрок сражается с несколькими командами врагов, управляемых искусственным интеллектом, а в конце участвует в битве против босса, Апокалипсиса, — антагониста из серии «Люди Икс». В режиме «Противостояние» два игрока могут сражаться друг против друга по локальной сети. В версии на PlayStation также есть режим обучения, где игрок может практиковаться против неагрессивных противников, и режим выживания, где можно сражаться с бесконечными волнами врагов.

### Игровые персонажи
| Персонажи из комикса «Люди Икс»                                                    | Персонажи из Street Fighter                                                                   |
| ---------------------------------------------------------------------------------- | --------------------------------------------------------------------------------------------- |
| - Циклоп - Гамбит - Джаггернаут - Магнето - Шельма - Саблезубый - Шторм - Росомаха | - Акума - Кэмми Уайт - Чарли Нэш - Чунь Ли - Дхалсим - Кен Мастерс - M. Байсон - Рю - Зангиев |

В X-Men vs. Street Fighter есть 17 персонажей-игроков. Спрайты персонажей из «Людей Икс» были взяты из X-Men: Children of the Atom, за исключением Шельмы, Гамбита и Саблезубого, которые не появлялись в прошлых играх Capcom.
Для озвучивания были приглашены актёры из одноимённого мультсериала. Спрайты персонажей из вселенной Street Fighter были взяты из Street Fighter Alpha 2. Как и в Children of the Atom, Акума появляется в X-Men vs. Street Fighter как скрытый персонаж.

## Разработка и выпуск
X-Men vs. Street Fighter вышла в Японии в сентябре 1996 года на аркадный автомат CP System II, а по всему миру разошлась в том же году. Игра была портирована на Sega Saturn 27 ноября 1997 года. Версия на Sega Saturn была официально выпущена только в Японии из-за низких продаж консоли в других странах. Sega первоначально планировала выпустить её в Европе, однако в итоге планы по выпуску были отменены.
6 ноября 1996 года на пресс-конференции Capcom было объявлено, что поиграть в X-Men vs. Street Fighter можно будет только на Saturn, но из-за продолжающихся обвинений в выпуске игр только на Saturn, Capcom позже отменила это решение, заявив, что игра выйдет также на PlayStation. Версия для PlayStation вышла в Японии 26 февраля 1998 года под названием X-Men vs. Street Fighter: EX Edition. Также на этой консоли вышли официальные версии для Северной Америки и Европы в июне и ноябре 1998 года соответственно.
Кроме того, из-за ограничений памяти PlayStation, как графика, так и геймплей порта были изменены. Например, чтобы уменьшить объём использования оперативной памяти, были упрощены анимации. Также был убран командный бой. Вместо того, чтобы переключаться между персонажами по желанию, второй персонаж вступает в игру только во время определённых комбо-атак. Версия для PlayStation включает в себя код, который позволяет игрокам соревноваться в «псевдо-командных матчах», при условии, что каждый игрок использует основного персонажа своего противника в качестве своего напарника. Например, если первый игрок контролирует Рю, а второй — Росомаху, то напарником первого будет Росомаха, а второго — Рю.

## Восприятие
| Сводный рейтинг    | Сводный рейтинг | Сводный рейтинг |
| Издание            | Оценка          | Оценка          |
| Издание            | PS              | Saturn          |
| ------------------ | --------------- | --------------- |
| GameRankings       | 64 %            | 82 %            |
| Иноязычные издания |                 |                 |
| Издание            | Оценка          | Оценка          |
| Издание            | PS              | Saturn          |
| AllGame            | [ 21 ]          | [ 22 ]          |
| CVG                | 5/10            | 9/10            |
| Edge               | N/A             | 9/10            |
| EGM                | 4,625/10        | N/A             |
| Game Informer      | 7,5/10          | 9,25/10         |
| GamePro            | [ 27 ]          | [ 9 ]           |
| GameRevolution     | C+              | N/A             |
| GameSpot           | 3,6/10          | 7,4/10          |
| IGN                | 6/10            | N/A             |

Обозреватель из Next Generation дал версии на аркадные автоматы три из пяти звёзд. Он похвалил оригинальные механики и отметил, что игра очень похожа на Street Fighter, но посчитал, в заключении, что «X-Men Vs. Street Fighter это забавная игра, но передозировка той игры, в которую мы и так играли». AllGame дал игре четыре звезды из пяти.
Версия на Sega Saturn получила 82 % на агрегаторе GameRankings. Рецензенты высоко оценили его быстро развивающийся геймплей, анимацию и качество звука, а также улучшенную графику по сравнению с оригинальной версией. Джефф Герстманн из GameSpot высоко оценил анимацию персонажей и фоновые детали, утверждая, что «нет игры в 2D, которая выглядит лучше». В то время как Герстманн похвалил эту версию игры за быстрое время загрузки и отсутствие замедления, он критиковал её за ориентированный на защиту геймплей и неоригинальный саундтрек. Рецензент из Game Informer хвалил игру, объявив её «одной из лучших игр, портированных с аркадных автоматов на сегодняшний день».
Версия на PlayStation, наоборот, получила «смешанные» смешанные отзывы согласно GameRankings. Критика была направлена на различные изменения порта из-за технических ограничений консоли. Рецензенты как из GameSpot, так и из Game Revolution критиковали игру по причине удаления командных сражений и замедления игрового процесса. Оба обозревателя также критиковали низкую частоту кадров версии и заметное снижение качества анимации. Хотя рецензенты из Game Informer и IGN высказали такие же замечания, они оценили данную версию более позитивно. Оба утверждали, что версия на PlayStation была значительно хуже, чем на Sega Saturn, но это всё равно хороший файтинг.

## Продолжение
Сиквел Marvel Super Heroes vs. Street Fighter под названием Marvel vs. Capcom: Clash of Super Heroes был выпущен на аркадные автоматы в Японии и Северной Америке в 1998 году. Игра расширяет свой список персонажей за пределы серии игр Street Fighter, так, например, в ней появился Mega Man из одноимённой серии игр, также разработанной Capcom. Была портирована на Dreamcast и PlayStation в 1999 и 2000 году соответственно. Обновлённая версия игры также была выпущена в 2012 году на PlayStation 3 и Xbox 360 как часть Marvel vs. Capcom Origins.